# 清洲飛行場
清洲飛行場 (きよすひこうじょう、英: Kiyosu Airfield)は、かつて愛知県海部郡甚目寺町（現・あま市）と西春日井郡清洲町（現・清須市）にまたがる地区に存在した大日本帝国陸軍の飛行場である。

## 歴史
太平洋戦争末期の1944年（昭和19年）10月、海部郡甚目寺町と西春日井郡清洲町にまたがる約200ヘクタールの農地に建設された。正式名称は清洲飛行場だが、飛行場の大部分が甚目寺町にあったため、地元では甚目寺飛行場と呼ばれていた。全長1500m・幅約60mの滑走路と2本の誘導路を備え、B29を始めとする本土襲撃の迎撃基地として整備された。陸軍の飛行第五戦隊が配属され、戦闘機約60機が配備された。
1945年（昭和20年）の終戦後、約12年かけて元の農地へと開拓されたが、現在もわずかに跡地が残っている。甚目寺公民館敷地内には、開拓記念碑が建てられている。
1972年（昭和47年）には飛行場跡地に愛知県立五条高等学校が開校し、1976年（昭和51年）には甚目寺町立甚目寺東小学校が開校した。1988年（昭和63年）には東名阪自動車道（現: 名古屋第二環状自動車道）が飛行場跡地を横断して開通した。

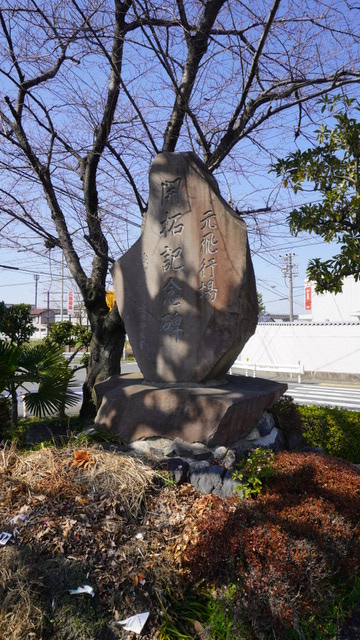
甚目寺公民館敷地内にある清洲飛行場開拓記念碑

## 沿革
- 1944年（昭和19年）3月18日 - 建設を発表
- 1944年（昭和19年）10月 - 完成
- 1945年（昭和20年）8月15日 - 終戦